# رودولف شليتشتر
رودولف شليتشتر (1872-1925م) (بالإنجليزية: Rudolf Schlechter) هو عالم نبات ألماني.